# Václav Rada
Václav Rada (* 24. května 1968, Horšovský Týn) je bývalý český fotbalista, obránce.

## Fotbalová kariéra
Začínal v rodném Horšovském Týně, ve 14 letech přestoupil do Plzně. Hrál za Duklu Praha, SK Dynamo České Budějovice, FC Vítkovice a FC Petra Drnovice. V československé a české fotbalové lize nastoupil ve 118 utkáních a dal 4 góly. V roce 1989 vyhrál s Duklou Československý pohár. V Poháru vítězů pohárů nastoupil ve 4 utkáních a dal 1 gól.

## Ligová bilance
| Ročník                                   | Zápasy | Góly | Klub                       |
| ---------------------------------------- | ------ | ---- | -------------------------- |
| 1. československá fotbalová liga 1988/89 | 4      | 0    | Dukla Praha                |
| 1. československá fotbalová liga 1989/90 | 28     | 3    | Dukla Praha                |
| 1. československá fotbalová liga 1990/91 | 24     | 0    | Dukla Praha                |
| 1. československá fotbalová liga 1991/92 | 24     | 0    | SK Dynamo České Budějovice |
| 1. československá fotbalová liga 1992/93 | 22     | 1    | SK Dynamo České Budějovice |
| 1. česká fotbalová liga 1993/94          | 6      | 0    | FC Vítkovice               |
| 1. česká fotbalová liga 1993/94          | 9      | 0    | FC Petra Drnovice          |
| 1. česká fotbalová liga 1994/95          | 1      | 0    | FC Petra Drnovice          |
| CELKEM                                   | 118    | 4    |                            |